# L'Œil d'Apollon
L'Œil d'Apollon (The Eye of Apollo) est une nouvelle policière écrite par G. K. Chesterton, parue en 1911.
La nouvelle met en scène le père Brown.

## Historique
La nouvelle paraît pour la première fois en février 1911 dans  The Cassell's Magazine avant d'être reprise en juillet de la même année dans le recueil La Clairvoyance du père Brown.

## Résumé
Flambeau se rend visiter, avec son ami le père Brown, ses nouveaux locaux de détective privé dans un gratte-ciel au cœur de Londres. L'édifice est encore pratiquement désert et, outre les bureaux de Flambeau, abrite seulement, à l'étage au-dessus, une secte spirituelle, et à l'étage au-dessous, une entreprise de dactylographie.
La secte adoratrice du Soleil a pour gourou un certain Kalon, homme aussi beau que charismatique, qui prêche de regarder fixement chaque jour le soleil. L'emblème de cette « église », un gigantesque œil humain, est d'ailleurs suspendu devant ses fenêtres.
Les deux sœurs Stacey dirigent l'agence de dactylographie. Pauline, l'aînée, femme volontaire et tyrannique à l'égard de sa cadette, est une adepte de la modernité, mais elle s'est laissé séduire par les idées de Kalon.
Sur le coup de midi, au moment où Flambeau et le père Brown s'approchent du building, Kalon sort sur son balcon pour adorer le soleil, comme le veut son rituel quotidien. Or, pendant qu'il lance des paroles sacrées en direction de l'astre d'Apollon, un bruit singulier s'échappe de l'édifice : Pauline Stacey a fait une chute mortelle dans la cage de l'ascenseur. Flambeau est persuadé qu'il ne s'agit ni d'un accident ni d'un suicide, mais ne sait qui accuser du meurtre de la jeune femme. Après une courte enquête, le père Brown parvient à élucider le mystère.

## Particularités de la nouvelle
Écroué grâce à la sagacité du père Brown dans la nouvelle La Croix bleue, Hercule Flambeau apparaît amendé dans L'Œil d'Apollon et devenu détective privé.
Jorge Luis Borges considérait cette nouvelle comme l'une des meilleures de G. K. Chesterton.

## Éditions
- The Eye of Apollo, The Cassell's Magazine, Londres, février 1911 ;
- The Eye of Apollo, in The Innocence of Father Brown, Cassell & Co., Londres, 1911.

Éditions françaises
- L'Œil d'Apollon (traduction d'Émile Cammaerts), dans L'Abbé Brown, Paris, Perrin, 1914 ;
- L'Œil d'Apollon (traduction d'Émile Cammaerts), dans La Clairvoyance de père Brown, Paris, Perrin, 1919 ;
- L'Œil d'Apollon (traduction d'Émile Cammaerts), dans La Clairvoyance de père Brown, Paris, Julliard, « P.J. bis », 1971 ;
- L'Œil d'Apollon (traduction d'Émile Cammaerts), dans La Clairvoyance de père Brown, Paris, Cercle du Bibliophile, « Les Chefs-d'œuvre du roman policier » no 30, 1974 ;
- L'Œil d'Apollon (traduction de Jean Dutourd), Paris, F. M. Ricci, « La Bibliothèque de Babel », 1977 ;
- L'Œil d'Apollon (traduction d'Émile Cammaerts), dans La Clairvoyance de père Brown, Paris, UGE, « 10/18 » no 1562, 1983 ;
- L'Œil d'Apollon (traduction d'Émile Cammaerts, révisée par Anne Guillaume), dans Les Enquêtes du père Brown, Paris, Omnibus, 2008. Traduction intégrale.